# 藤野羽衣子
藤野 羽衣子（ふじの ういこ、1979年4月3日 - ）は、日本の女優、モデル、歌手、元ストリッパー。本名同じ。

## 略歴
札幌市内の看護専門学校に通っている際、学友から「札幌道頓堀劇場（以下、道劇と略）へストリップを見に行ったら面白かった」と聞き、興味を持って後日、観劇に行く。ショーの後、その場で事務所の扉を開いてデビューを志願。1999年12月1日、藤 繭ゑの芸名でストリッパーとして正式デビュー。ちなみにデビューの切っ掛けを作った学友は、後に同じく道劇ダンサーへの道を辿り、夢野ひなたとなる。
学校に通学しつつ公演を続ける日々を送り、舞台後に楽屋に教科書を持ち込んで勉強していたこともあったという。苦学の甲斐あって卒業はしたものの、「束縛が嫌で看護婦にはなりたくない」と以前から言っており、国家試験に合格して正看護婦の資格を取ったものの、看護婦の道へは進まず、道劇に正式に就職した。
道劇の立ち上げ人である清水ひとみからは、彼女の現役時代の称号「オナニークイーン」を継ぐ後継者として猛特訓を仕込まれ、努力の甲斐あって見事「新オナニークイーン」の称号を得る。後に丘乃愛唯、岬ゆうらのデビュー後は、3人揃って「道劇3人娘」と呼ばれるようになる。
2002年11月30日の渋谷道頓堀劇場の公演をもって、舞台からは引退。その後2003年3月22日、大槻ケンヂのトークショーのゲストとして出演。今後の芸名を本名名義の藤野 羽衣子に改め、俳優やモデルに転身することを発表。
自主制作レーベル「分解社」を自ら立ち上げ、映画や写真集で活躍。現在ではさらに活躍の場を音楽に広げ、ムード歌謡ロックバンド「ジプシー・ローズ」を結成、自らヴォーカルを務めている。

## 書籍

### 写真集
- 東京旅日記（2003年7月）- ワイズ出版

### その他
- ストリップ万歳（2005年12月）- ワイズ出版